# فيروز أباد (قهاب صرصر)
فیروز أباد (بالفارسية: فیروزآباد) هي مستوطنة تقع في إيران في قسم قهاب صرصر الريفي. يقدر عدد سكانها بـ 26 نسمة .